# Schönau (Tuntenhausen)

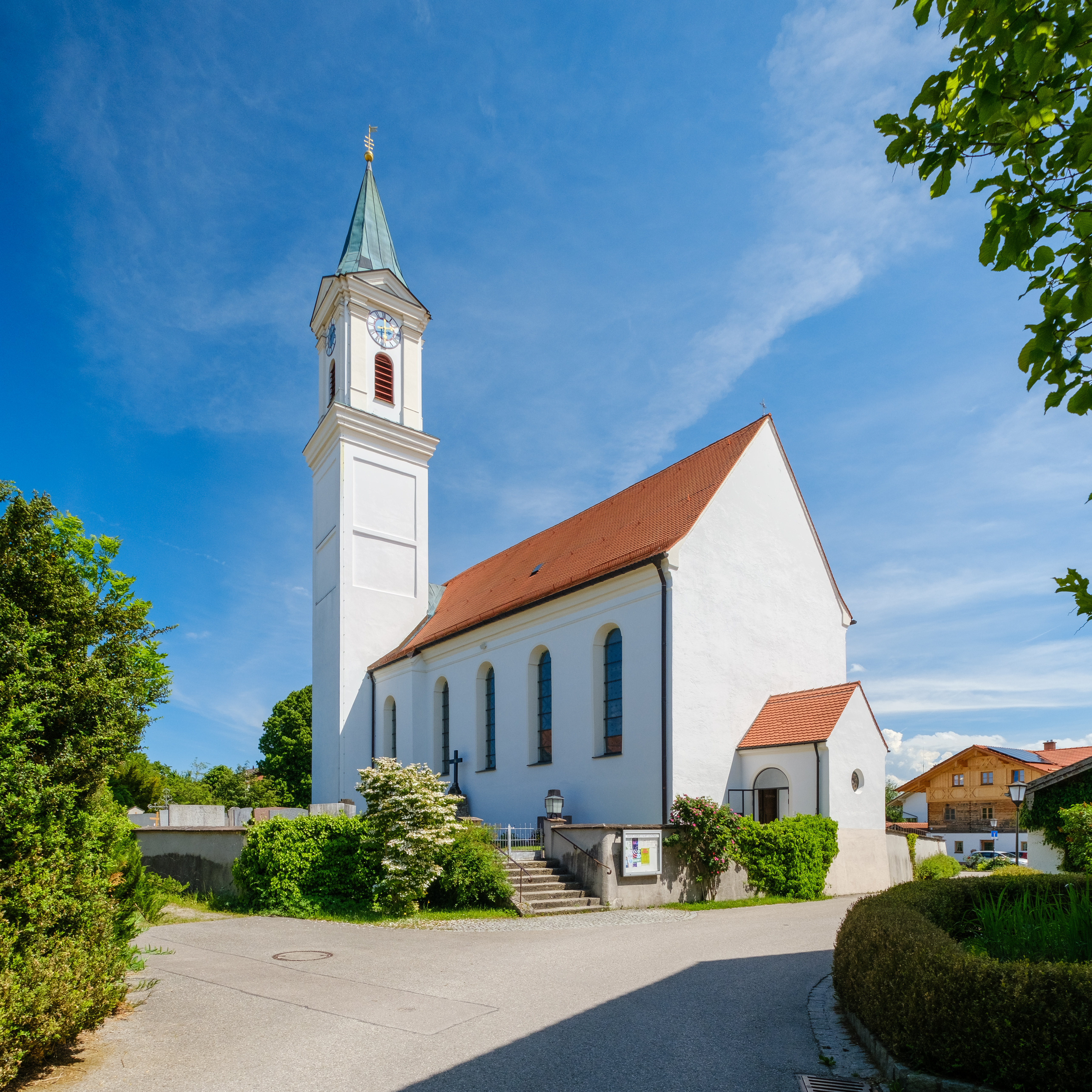
Mariä Himmelfahrt

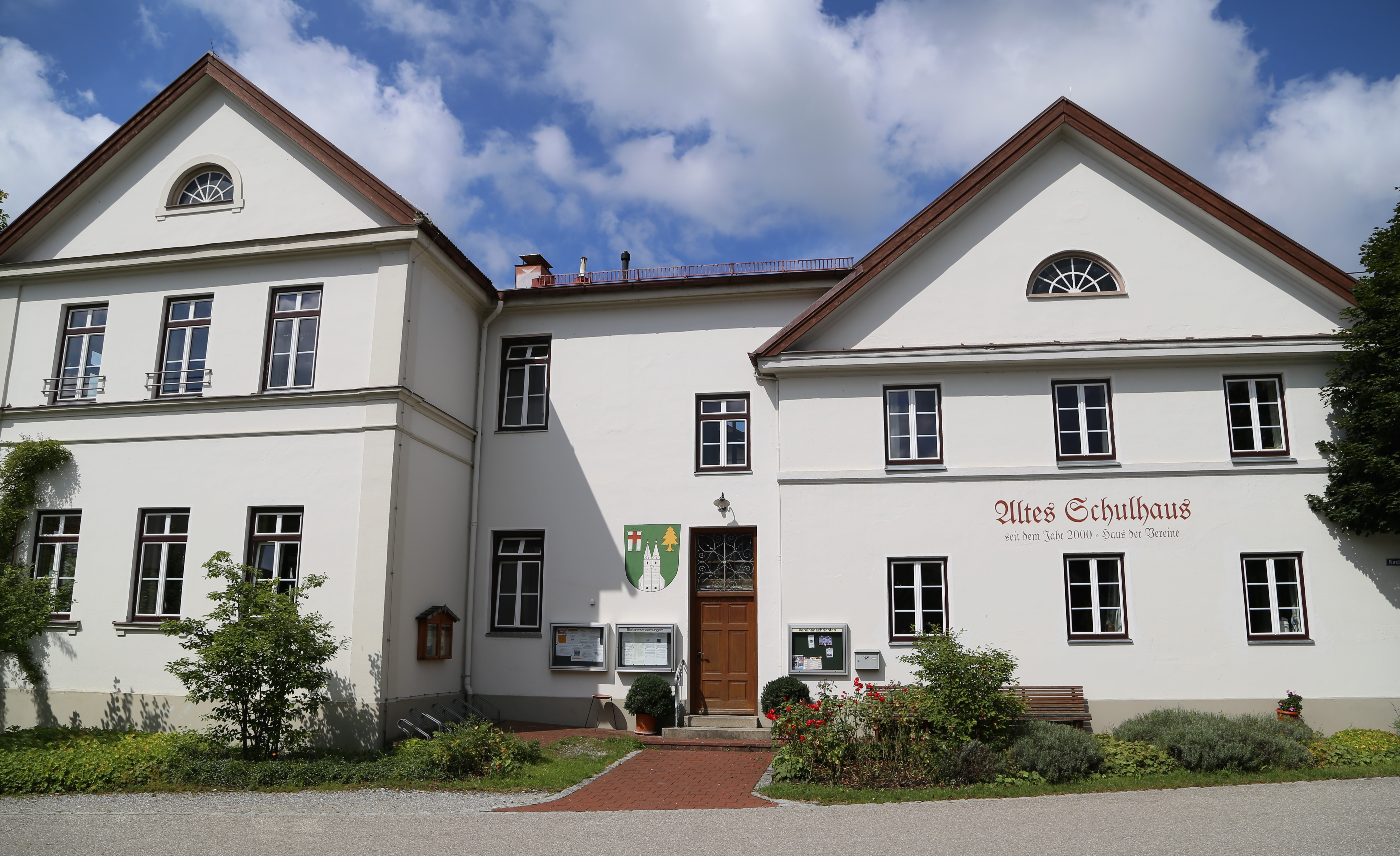
Altes Schulhaus

Schönau ist ein Ortsteil der oberbayerischen Gemeinde Tuntenhausen mit circa 600 Einwohnern. Es liegt etwa in der Mitte zwischen den Ortsteilen Beyharting und Hohenthann.

## Geschichte
Schönau wurde im Jahr 846 zum ersten Mal in den Traditionen in Freising erwähnt.
Der ursprüngliche Name war Sconninauhu, was so viel bedeutet wie „bei der schönen Au“. Der Begriff „schön“ hat hier die Bedeutung von „fruchtbar“. Der Name veränderte sich im Laufe der Zeit über Sconinouua, Sconinowa und Schoenawe bis zur heutigen Schreibweise.
Als eigene Pfarrei wurde Schönau erstmals 1315 erwähnt. Diese Pfarrei wurde am 4. Juni 1428 dem Kloster Beyharting einverleibt. 1827 wurde Schönau bei einem Brand teilweise zerstört.
1813 bestand die Ortschaft Schönau aus 12 Anwesen, einem Pfarrhof und einer Filialkirche. Schönau hatte 1820 ca. 110 Einwohner.
Seit 2008 besteht der Traumfänger Verlag.

## Schönauer Kirche
Einer Sage nach sollte die Kirche ursprünglich zwischen Weng und Söhl errichtet werden. Bei den ersten Arbeiten verletzte sich jedoch ein Arbeiter und Blut rann auf die Holzspäne. Krähen brachten dann diese Späne an den heutigen Standplatz der Kirche.
Zum ersten Mal wird in Schönau eine Kirche 1580 erwähnt. Die heutige Marienkirche wurde 1720 vom Maurermeister Thomas Mayr aus Grafing erbaut. Bei einem Brand wurde diese 1827 teilweise zerstört und in den folgenden Jahrzehnten wieder aufgebaut und renoviert.